# Átomo ligero
Un átomo ligero es aquel átomo que posee una pequeña masa atómica, como pueden ser átomos de elementos tales como el hidrógeno (o deuterio, un isótopo del hidrógeno), el helio, etc. Sin embargo, ya que el término "ligero" es un tanto ambiguo e indefinido, muchas veces se le aplica de forma relativa. De esta forma, la mayoría de metales, por pesados que sean, pueden ser "átomos ligeros" en comparación con elementos mucho más masivos, tales como los transuránicos.